# Nyársapát, Pesta
Nyársapát  este un sat în districtul Nagykőrös, județul Pesta, Ungaria, având o populație de 1.937 de locuitori (2011). 

## Demografie
Componența etnică a satului Nyársapát
     Maghiari (96,44%)
     Români (2,07%)
     Necunoscut (0,29%)
     Alții (1,2%)
Componența confesională a satului Nyársapát
     Fără religie (31,13%)
     Romano-catolici (26,28%)
     Reformați (18,48%)
     Necunoscută (23,34%)
     Alte religii (1,55%)
Conform recensământului din 2011, satul Nyársapát avea 1.937 de locuitori. Din punct de vedere etnic, majoritatea locuitorilor (96,44%) erau maghiari, cu o minoritate de români (2,07%). Apartenența etnică nu este cunoscută în cazul a 0,29% din locuitori. Nu există o religie majoritară, locuitorii fiind persoane fără religie (31,13%), romano-catolici (26,28%) și reformați (18,48%). Pentru 23,34% din locuitori nu este cunoscută apartenența confesională.